# Todas las hojas son del viento
«Todas las hojas son del viento» es una canción compuesta por el músico argentino Luis Alberto Spinetta que integra -como track 1- el álbum Artaud de 1973, de Luis Alberto Spinetta bajo el nombre de Pescado Rabioso, álbum que ha sido considerado el mejor de la historia del rock argentino.
Luis Alberto Spinetta hace las voces y ejecuta las guitarras acústicas y eléctrica.

## Contexto
El álbum Artaud fue compuesto por Spinetta en el segundo semestre de 1973, inspirándose en la obra del poeta y dramaturgo surrealista Antonin Artaud, especialmente en sus obras Heliogábalo o el anarquista coronado (1934) y Van Gogh, el suicidado por la sociedad (1947). Spinetta se siente impactado por la tragedia y el sufrimiento, pero a la vez por la riqueza interior, de esos personajes vulnerables, alienados y marginados, como Artaud, el creador del teatro de la crueldad que inauguró el teatro moderno y fue encerrado en los manicomios franceses; Heliogábalo, el emperador transgénero anarquista descuartizado cuando tenía solo 18 años; y Vincent Van Gogh, el genial pintor suicidado por una sociedad que no toleraba su visión del mundo.
El disco fue concebido en un momento crucial de la historia sudamericana, de alta violencia política, en el que comenzaban a instalarse dictaduras cívico-militares, coordinadas entre sí por medio del Plan Cóndor y apoyadas por Estados Unidos, que anularían completamente la vigencia de los derechos humanos durante dos décadas. El músico relacionaba ese momento del país, con la desesperación que transmitía la obra de Artaud y el nihilismo del rock expresado en las drogas y la "promiscuidad sin sentido", y lo sentía incompatible con su propia visión del rock y de la vida, expresada en el Manifiesto cuyo título toma de la evaluación que Artaud hace de Van Gogh, "Rock: música dura, la suicidada por la sociedad", y que Spinetta publica simultáneamente con el disco. En su Manifiesto Spinetta denuncia la "profesionalidad" y el "negocio del rock", "porque en esa profesionalidad se establece un juego que contradice la liberación, que pudre el instinto". Spinetta expone aquí la necesidad de preservar una visión dura de la realidad, que es la esencia del rock, y dar a la vez una respuesta basada en el amor:

Quien lo haya leído (a Artaud) no puede evadirse de una cuota de desesperación. Para él la respuesta del hombre es la locura; para Lennon es el amor. Yo creo más en el encuentro de la perfección y la felicidad a través de la supresión del dolor que mediante la locura y el sufrimiento. Creo que sólo si nos preocupamos por sanear el alma vamos a evitar distorsiones sociales y comportamientos fascistas, doctrinas injustas y totalitarismos, políticas absurdas y guerras deplorables. La única forma de hacer subir el peso es con amor.
Luis Alberto Spinetta

## La canción

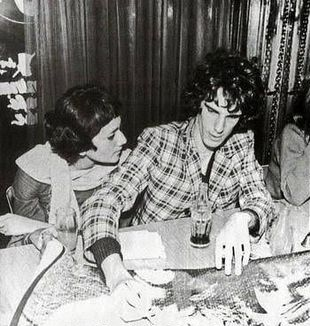
Spinetta junto a Cristina Bustamante, circa 1970.

"Todas las hojas son del viento" es el primer track del álbum Artaud. Se trata de un tema casi exclusivamente acústico, con Spinetta como único intérprete, quien hace las dos voces, a la vez que ejecuta la guitarra acústica que lo acompaña, y luego realiza el solo de guitarra eléctrica con el que cierra la canción.
La letra está referida a Cristina Bustamante, exnovia de Spinetta y musa del famoso tema "Muchacha (ojos de papel)". Toca un tema duro para la época, porque se refiere a una joven embarazada que luego de analizar la posibilidad de abortar, decide tener a su hijo, con la carga de angustia e incertidumbre que ello significaba.

Hoy que un hijo hiciste
Cambia ya tu mente
Cuídalo de drogas
nunca lo reprimas
Dale el áurea misma de tu sexo.

Mi antigua mujer iba a tener un hijo con otra persona. Yo ya había sellado esa relación para siempre con el Blues de Cris pero nos seguíamos viendo y ella me contó que tenía dudas de tener el bebé o no. Finalmente decidió tenerlo. Yo escribí Todas las hojas son del viento, porque en ese momento ella era como una hoja en el viento, al tener que decidir algo semejante... Nunca hubo en mí semejante intención moralizadora, yo no predico; yo vivo y lo hago con un convencimiento. Pero en esa canción, cuando digo "cuídalo de drogas" en realidad estoy diciendo "cuidalo de tu propia droga". Todos los que pudimos salir de la mano pesada y mirar hacia atrás siempre concluimos que nuestros padres, la sociedad, la bomba atómica, Hitler, la Iglesia... todo eso nos llevó a consumir drogas, y ésa fue nuestra forma de relacionarnos con el mundo.
Luis Alberto Spinetta

El crítico musical Claudio Kleinman, en un artículo en la revista Rolling Stone, describe del siguiente modo sus impresiones sobre la canción:

"TODAS LAS HOJAS SON DEL VIENTO". La bellísima canción que inicia el disco encuentra a Luis solo con su guitarra acústica, cantando -a dúo consigo mismo- un tema que mira hacia el futuro ("hoy que un hijo hiciste..."), y nos recuerda la fragilidad de la vida, a la vez que la necesidad de ocuparse de las nuevas generaciones ("cuida bien su mente..."). La declaración resulta particularmente conmovedora si pensamos que no está relatando su propia experiencia (su primer hijo, Dante, nacería en 1976). En 1973, y proviniendo de un grupo como Pescado Rabioso -que para muchos era uno de los símbolos del "reviente"-, la declaración "cuídalo de drogas" sonaba valientemente transgresora.
Claudio Kleinman

En la letra se destaca la frase "cuídalo de drogas", sobre todo teniendo en cuenta que se trata de una canción de rock escrita por un joven que en ese momento tenía 23 años. "Ahí el niño soy yo", dice Spinetta. La frase aparece además inmediatamente seguida de "nunca lo reprimas", rompiendo la contradicción e instalando una dualidad dinámica con el mandato anterior de cuidarlo.
En una nota escrita con motivo del fallecimiento de Spinetta, el músico uruguayo Pablo Leites recurrió a "Todas las hojas son del tiempo" para exponer la naturaleza humanista del mensaje profundo de la obra de Spinetta: 

Volvamos a Todas las hojas... "Cuando digo 'Cuidalo de drogas', estoy diciendo: 'cuídalo de tu propia droga", explicó. Detrás de sus dos preocupaciones, lúcido, El Flaco había entendido que había que cuidar al hombre del hombre. Su legado, inconmensurable y eterno, es ante todo el de un humanista.
Pablo Leites

## Influencia en la cultura popular
La expresión "todas las hojas son del viento" para expresar la fragilidad de la existencia humana, pasó a ser parte de la cultura popular. Cuando Spinetta falleció en 2012 cientos de medios de comunicación y artistas recurrieron a la frase para titular la noticia o expresar su sentir.
La banda Los Enanitos Verdes mencionan la canción en el tema "Aún sigo cantando" de su álbum debut homónimo:

Te acordas del flaco Spinetta
cuando cantaba, todas las hojas son del viento
Aún sigo cantando (Los Enanitos Verdes)

El grupo portorriqueño Calle 13 eligió "Todas las hojas son del viento" para homenajear a Spinetta en el Cosquín Rock, tres días después de su fallecimiento.